# Rue Le Marois
La rue Le Marois est une voie du 16e arrondissement de Paris, en France.

## Situation et accès
Longue de 300 mètres, elle commence au 195, avenue de Versailles et finit au 117, boulevard Murat. Elle est à sens unique.
Le quartier est desservi par la ligne de métro 9 à la station Porte de Saint-Cloud.

## Bâtiments remarquables et lieux de mémoire
- No 55 : résidence hôtelière Edgar Suites Group.

## Origine du nom

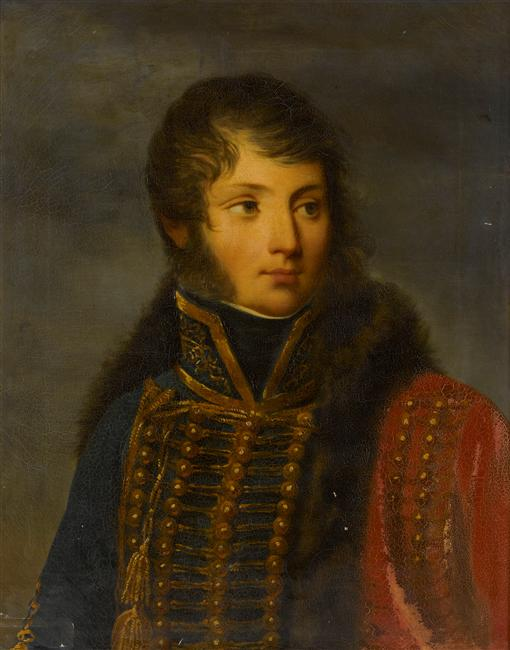
Jean Le Marois.

Elle porte le nom du général d'Empire Jean Léonor François Le Marois (1776-1836), en raison du voisinage de la rue Militaire.

## Historique
Initialement appelée « chemin du Vieux-Pont-de-Sèvres » puis « vieille route de Sèvres », elle est classée dans la voirie de la commune d'Auteuil par un arrêté du 6 juillet 1855 jusqu'à son rattachement à la voirie parisienne par un décret du 23 mai 1863.
Elle prend sa dénomination actuelle par un décret du 24 août 1864.
Le 3 septembre 1943, sous l'Occupation, le sud-ouest de la capitale est la cible de bombardements de l’aviation anglo-américaine. Une bombe tombe dans la cour « d’un grand immeuble moderne », en partie décapité de ses deux derniers étages.